# Google Summer of Code
Le Google Summer of Code (GSoC) est un programme annuel organisé par Google visant à promouvoir le développement du logiciel libre. Des étudiants sont payés par Google pour travailler pendant l'été (de mi-juin à mi-septembre) sur un projet pour lequel l'étudiant a postulé précédemment. Le projet existe depuis 2005 et attire chaque année un nombre croissant d'étudiants et de projets. Le nom vient du Summer of Love de 1967. L'idée du Summer of Code viendrait directement des fondateurs de Google, Sergey Brin et Larry Page. Google existe en partie grâce aux logiciels libres sur lesquels il s'appuie beaucoup. Le GSoC permet d'entretenir les communautés de logiciels libres en amenant des étudiants au logiciel libre, pour qu'ils apportent des idées neuves et du code et qu'ils deviennent peut-être de nouveaux contributeurs réguliers à ces projets.

## Organisation
Des projets d'amélioration de logiciels libres existants sont soumis à Google et les développeurs de ces projets effectuent une sélection afin de déterminer ceux qui pourront participer. Ceux-ci sont choisis en fonction de la notoriété du logiciel, de sa qualité et de la pertinence et la faisabilité des projets proposés.
Par la suite, les étudiants sont associés à un mentor (un développeur « officiel » du logiciel qui prendra en charge ou conseillera l'étudiant). À la fin du Summer of Code de l'année, le mentor évalue le travail effectué et en informe Google. Si le projet a été complété, Google paye l'étudiant 5 000 $ US et reverse 500 $ à l'organisation participante.

## Succès
Le projet GSoC a rencontré un important succès parmi les logiciels libres et dans la communauté open source en général. La plupart des logiciels libres les plus populaires, tant dans le domaine professionnel (Apache) que grand public (Mozilla) y participent. Chaque année, le nombre de projets et d'étudiants augmente : en 2006, 102 organisations Open Source participèrent. Elles furent environ 136 en 2007, 174 en 2008 et 180 en 2012 (avec 1 212 étudiants participant), 190 en 2014. En 2016, 1 206 étudiants de 51 pays ont été sélectionnés. En 2024, plus de 21 000 étudiants de 123 pays ont contribué.